# Grzegorz Strouhal
Grzegorz Strouhal (ur. 31 grudnia 1942 w Kawnie, zm. 15 stycznia 2016 we Wrocławiu) – polski strzelec sportowy, żołnierz, trener, olimpijczyk z Monachium 1972.
W trakcie kariery sportowej reprezentował Śląsk Wrocław. Specjalista w strzelaniu do rzutków (trap). Czterokrotny mistrz Polski w tej konkurencji.
Srebrny medalista mistrzostw Europy z 1972 w konkurencji trap 150 drużynowo (partnerami byli: Adam Smelczyński, Janusz Kobyliński, Witold Komorowski).
Na igrzyskach olimpijskich w 1972 roku w Monachium wystartował w strzelaniu do rzutków trap zajmując 35. miejsce.
Pochowany na Cmentarzu Osobowickim we Wrocławiu.

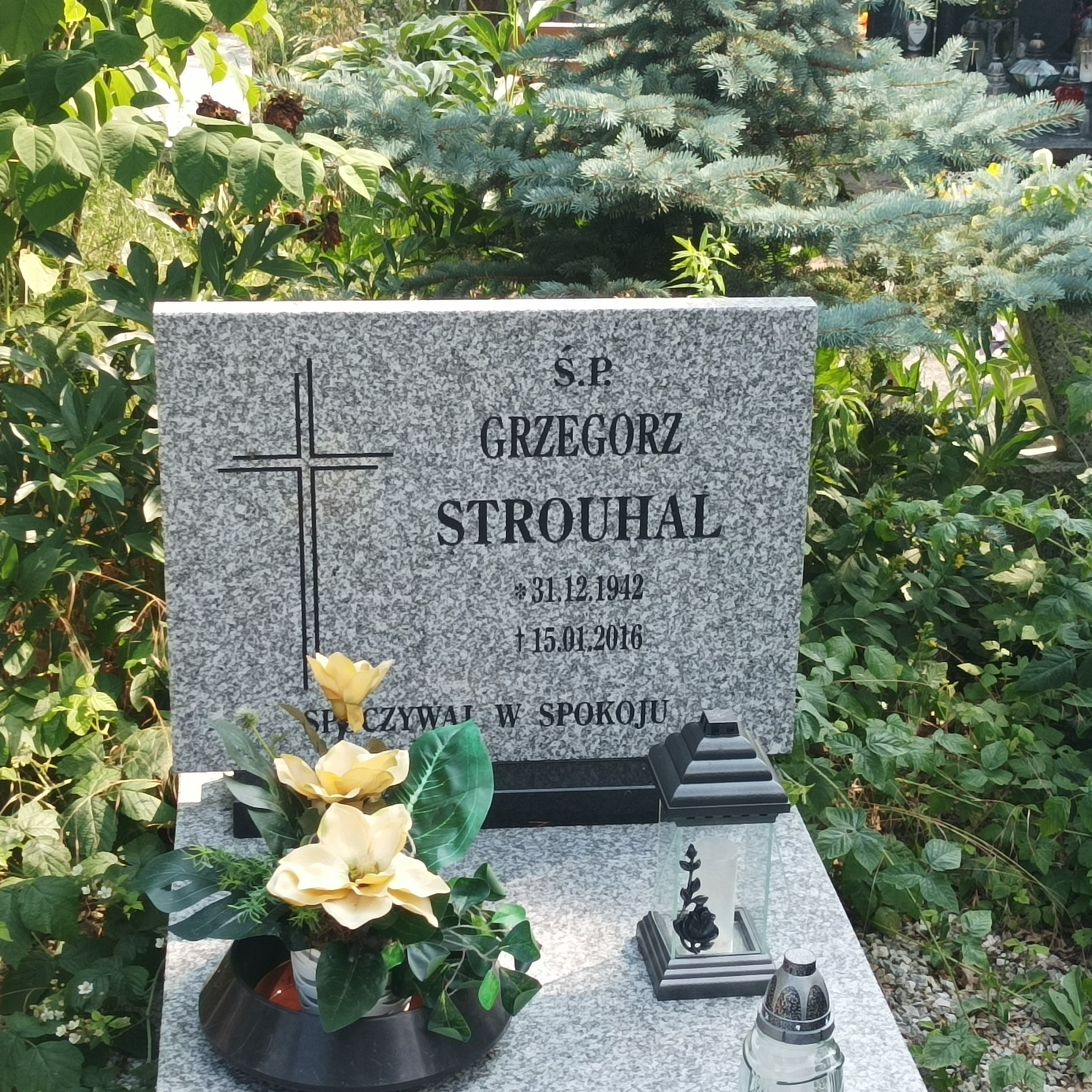
Grób Grzegorza Strouhala na Cmentarzu Osobowickim we Wrocławiu